# Cathilaria
Cathilaria – rodzaj błonkówek z rodziny zagładkowatych. Obejmuje cztery opisane gatunki.

## Morfologia
Błonkówki o ciele tężej zbudowanym niż u podobnego rodzaju Tetramesa. Głowę i mezosomę mają porośnięte dość długimi, cienkimi, sterczącymi włoskami. Podobnie jak u Tetramesa występuje poprzeczne żeberko w rejonie intertorularnym, a boczne płytki otworu wielkiego są całkowicie wygraniczone od strony bocznej i grzbietowej. Bruzdy aksyllarne są szeroko oddzielone. Skrzydła są stosunkowo szerokie, szersze niż u Tetramesa. Pozatułów silnie opada. 

## Ekologia i występowanie
Larwy tych błonkówek są endofitofagami traw wywołującymi powstanie galasów.
Przedstawiciele rodzaju zamieszkują krainy nearktyczną i palearktyczną.

## Taksonomia
Takson ten wprowadzony został w 1971 roku przez Barnarda DeWitta Burksa na łamach „Transactions of the American Entomological Society” jako monotypowy, z Harmolita opuntiae jako jedynym gatunkiem. W 1999 roku rewizji rodzaju dokonała Marina Zerowa. Współcześnie zalicza się do niego cztery opisane gatunki:
- Cathilaria certa Zerova, 1999
- Cathilaria globiventris (Zerova, 1974)
- Cathilaria opuntiae (Muesebeck, 1932)
- Cathilaria rigidae Zerova, 1999